# Reido
Reido ist eine 2002 gegründete Funeral-Doom-Band.

## Geschichte
Die Band wurde 2002 in Minsk von den Gitarristen Alexander Kachar und Anton Matveev gegründet. Kachar übernahm hinzukommend den Gesang während Matveev den Klang über Synthesizer, Keyboards und eine weitreichende Soundprogrammierung ergänzte. Das Duo veröffentlichte 2005 ein erstes Demo, auf welches Solitude Productions reagierte. Bereits 2006 erschienen die Aufnahmen F:\all über das russische Independent-Label als Debütalbum. Das Album wurde als ein gutes Debüt und eine passende Ergänzung des Katalogs des auf Funeral Doom und Death Doom spezialisierten Labels beurteilt. Noch im gleichen Jahr veröffentlichte das Projekt den Song Detect Memory als Download-Single.
Nach dem Debüt und der Download-Single blieben weitere Veröffentlichungen über mehrere Jahre hin aus. Erst am 11. November 2011 erschien das Album -11 über Slow Burn Records mit einer veränderten, teils am Post-Metal orientierten musikalischen Ausrichtung. Rezensenten beurteilten -11 als eher durchschnittliche Veröffentlichung.
Das dritte Studioalbum Anātman erschien erneut Jahre nach der vorausgegangenen Veröffentlichung im Oktober 2019 über Aesthetic Death Records. Zu den Aufnahmen wurde der Schlagzeuger Dmitry Kochkin Teil der Band. Die musikalische Ausrichtung kombinierte Ideen der beiden vorausgegangenen Alben und wurde als gute und innovative Veröffentlichung beurteilt.

## Stil
Das Webzine Doom-Metal.com beschreibt die von Reido gespielte Musik als „langsamen, sludgelastigen und roher Funeral mit oszillierendem Keyboard, melodischen Einflüssen des Death Metals und Ambient-Passagen.“ Das zweite Album agiere hingegen mit mehr Groove und Dynamik. Laut einer Rezension für das Webzine Metal.de stünde diese Veröffentlichung in einer Grauzone zwischen Funeral Doom, Sludge und Doom Metal. Als ähnlich dynamisch wird das Album Anātman beurteilt.
Das Riffing ist überwiegend statisch, der vorherrschende Rhythmus extrem langsam und der  Gesang wird hauptsächlich als gutturales Growling gelegentlich als Flüstern präsentiert.

## Diskografie
- 2005: F:\all (Demo, Selbstverlag)
- 2006: F:\all (Album, Solitude Productions)
- 2006: Detect Memory (Download-Single, Selbstverlag)
- 2011: -11 (Album, Slow Burn Records)
- 2019: Anātman (Album, Aesthetic Death Records)